# بی‌خانمان (مجموعه تلویزیونی)
بی‌خانمان (کره‌ای: 배가본드) یک مجموعهٔ تلویزیونی کره جنوبی سال ۲۰۱۹ با بازی لی سونگ گی، به سوزی و شین سونگ روک است. این مجموعه از ۲۰ سپتامبر تا ۲۳ نوامبر ۲۰۱۹ برای ۱۶ قسمت از اس‌بی‌اس پخش شد.
طبق گزارش‌ها بودجه کلی سریال ۲۵ میلیارد وون بوده‌است. زمان پخش سریال از نیمه اول سال ۲۰۱۹ به نیمه دوم تغییر کرد. فیلمنامه این سریال توسط جانگ یونگ چول و جونگ کیونگ سون نوشته شده که پیش از این نیز در نوشتن فیلمنامه سریال‌های کره‌ای ملکه کی و هیولا همکاری داشتند.
این سریال چهارمین پروژه مشترک نویسنده یونگ چول، کیونگ سون و کارگردان یو این شیک با هم است. فیلمبرداری این سریال در ژوئن ۲۰۱۸ آغاز شد و در هنگام پخش سریال کاملاً از پیش تولید شده بود. فیلمبرداری در خارج از کشور و در پرتغال و مراکش انجام شده بود.

## خلاصهٔ داستان
در پی سقوط مرموز هواپیمایی بیش از ۲۱۱ نفر غیرنظامی از جمله برادرزاده‌ی چا دال گون (لی سونگ گی) کشته می‌شوند. چا دال گون بدلکاری است که آرزو داشت بازیگر اکشن مشهوری در جهان شود. او به دلیل این که تنها سرپرست برادرزاده‌ی خود بود شغل پر پیچ و خم خود را ترک می‌کند. او بعد از حادثه سقوط هواپیما مصمم برای یافتن حقیقت پشت این حادثه می‌شود و شروع به تحقیق می‌کند. او در مراکش شخصی را در ملاء‌عام می‌بیند که یکی از مسافران پرواز اینچئون به مراکش بود و پی می‌برد که سقوط هواپیما یک حمله تروریستی بوده است. در این حین گو هه ری (به سوزی) یک نماینده ان‌آی‌اس است و در سفارت کره در مراکش بعنوان جاسوس کار می‌کند. او از طرف سفارت وظیفه دارد تا به خانواده‌های داغ دیده از پرواز مرگبار کمک کند. چا دال گون برای یافتن مردی که در مراکش دیده بود، به گو هه ری نزدیک می‌شود. این دو هر چه به حقیقت نزدیکتر می‌شوند درگیر توطئه‌هایی پنهان می‌شوند توطئه‌ای بسیار تاریک‌تر و شوم تر از آنچه انتظار داشتند و تلاش می‌کنند که فساد ملی رو آشکار کنند.

## بازیگران

### اصلی
- لی سونگ گی در نقش چا دال گون[۸]
- به سوزی در نقش گو هه ری[۹]
- شین سونگ روک در نقش کی ته اونگ (رئیس تیم اطلاع رسانی آژانس ان‌آی‌اس)[۷]

### سایر بازیگران
افراد کاخ آبی
- بک یون شیک در نقش جونگ کوک پیو (رئیس جمهور کره)[۱۱]
- مون سونگ کیون در نقش هونگ سون جو (نخست وزیر کره)[۱۱]
- کیم مین جونگ در نقش یون هان کی (وزیر امور عمران)[۱۱]
- چوی کوانگ ایل در نقش پارک مان یونگ (وزیر دفاع ملی)

افراد ان‌آی‌اس
- کیم جونگ سو در نقش آن کی دونگ (مدیر کل ان‌آی‌اس)
- لی کی یونگ در نقش کانگ جو چول (مدیر ان‌آی‌اس)
- جونگ مان شیک در نقش مین جه شیک (هفتمین مدیر ان‌آی‌اس)[۱۲]
- هوانگ بو را در نقش گونگ هوا سوک (کارمندان ان‌آی‌اس)[۱۳]
- شین سونگ هوان در نقش کیم سهون (کارمندان ان‌آی‌اس)

افراد گروه لابیست
- لی گیونگ یونگ در نقش ادوارد پارک نام کره ای آن پارک کی پیو (رئیس دینامیک کی‌پی)[۱۱]
- مون جونگ هی در نقش جسیکا لی[۱۴]
- ریو وون در نقش میکی (دستیار ادوارد پارک)
- کیم جونگ هیون در نقش هونگ سونگ بوم (دستیار جسیکا)[۱۵]

افراد گروه بی‌خانمان
- کیم سان یونگ در نقش کی سان جا
- یونگ هیونگ ووک در نقش کی جانگ سو

### بازیگران فرعی
- جانگ هیوک جین در نقش کیم ووکی (خلبان هواپیمای بی۳۵۷)[۱۶]
- کانگ کیونگ هون در نقش اوه سانگ می (همسر کیم ووکی)[۱۶]
- لی شی یو در نقش سو یونگ جی
- ته‌او یو در نقش جرم
- پارک آه این در نقش لیلی (قاتل استخدامی جسیکا لی)
- چوی ده چول در نقش کیم دو سو
- کیم ده گون در نقش پدر یی جونگ
- گو کیو پیل در نقش پارک کوانگ دوک (شوهر یکی از قربانیان سقوط هواپیمای بی۳۵۷)
- یو هیونگ کوان
- متیو دوما پدر جون سو می

### بازیگران مهمان
- مون ووجین در نقش چا هون (برادرزاده چا دال گون)
- آنتونیو پدرو سدرا در نقش میشل
- یون نا مو در نقش کیم هم شیک (کارمند سفارت)
- لی هوانگ یی در نقش دکتر کوین کیم
- یون دا هون در نقش قاضی آن سونگ ته

## تولید

### سیر تکاملی
این سریال بعد از سریال غول (۲۰۱۰)، خاطرات یک کارمند (۲۰۱۲) و تجسم پول (۲۰۱۳) چهارمین همکاری بین فیلمنامه نویسان جانگ یونگ چول، جونگ کیونگ سون و کارگردان یو این شیک است.
اولین همکاری لی سونگ گی و به سوزی در سریال کتاب خانواده گو (۲۰۱۳) بود. اولین فیلم‌نامه خوانی در تاریخ ۲ ژوئن سال ۲۰۱۸ برگزار شد.

### فیلمبرداری
فیلمبرداری در ژوئن سال ۲۰۱۸ آغاز شد و این سریال کاملاً از پیش تولید شده بود. فیلمبرداری خارج از کشور در تانگر و در صحرای مراکش و برخی از صحنه‌ها در پرتغال گرفته شد.

### پخش
در ابتدا قرار بود این سریال در پایان سال ۲۰۱۸ پخش شود اما به مه ۲۰۱۹ موکول شد سپس دوباره به دلیل مشکلات برنامه فیلمبرداری و طولانی شدن مدت معامله با نتفلیکس این سریال در سپتامبر ۲۰۱۹ پخش شد.

## ریتینگ
- در جدول زیر، اعداد آبی کمترین رتبه را دارند و اعداد قرمز بالاترین رتبه را نشان می‌دهد.
- پخش هر شب بوسیله دو پیام بازرگانی به سه قسمت ۲۰ دقیقه‌ای تقسیم می شود.
- NR نشان می‌دهد که درام در ۲۰ برنامه برتر روزانه در آن تاریخ قرار نگرفته‌است.
- N/A بیانگر این است که رتبه بندی مشخص نیست.

| قسمت    | پارت    | تاریخ پخش اصلی   | میانگین سهم مخاطب | میانگین سهم مخاطب | میانگین سهم مخاطب |
| قسمت    | پارت    | تاریخ پخش اصلی   | AGB Nielsen       | AGB Nielsen       | TNmS              |
| قسمت    | پارت    | تاریخ پخش اصلی   | سراسر کشور        | سئول              | سراسر کشور        |
| ------- | ------- | ---------------- | ----------------- | ----------------- | ----------------- |
| ۱       | ۱       | ۲۰ سپتامبر، ۲۰۱۹ | ۶٫۳٪ (16th)       | ۶٫۷٪ (13th)       | ۶٫۶٪ (17th)       |
| ۱       | ۲       | ۲۰ سپتامبر، ۲۰۱۹ | ۸٫۰٪ (8th)        | ۸٫۸٪ (6th)        | ۷٫۹٪ (14th)       |
| ۱       | ۳       | ۲۰ سپتامبر، ۲۰۱۹ | ۱۰٫۲٪ (4th)       | ۱۱٫۵٪ (4th)       | ۹٫۵٪ (7th)        |
| ۲       | ۱       | ۲۱ سپتامبر، ۲۰۱۹ | ۵٫۸٪ (NR)         | ۶٫۴٪ (19th)       | —                 |
| ۲       | ۲       | ۲۱ سپتامبر، ۲۰۱۹ | ۸٫۱٪ (11th)       | ۸٫۴٪ (6th)        | ۷٫۱٪ (20th)       |
| ۲       | ۳       | ۲۱ سپتامبر، ۲۰۱۹ | ۱۰٫۳٪ (4th)       | ۱۰٫۷٪ (3rd)       | ۹٫۳٪ (9th)        |
| ۳       | ۱       | ۲۷ سپتامبر، ۲۰۱۹ | ۷٫۳٪ (10th)       | ۷٫۵٪ (9th)        | ۶٫۳٪ (18th)       |
| ۳       | ۲       | ۲۷ سپتامبر، ۲۰۱۹ | ۸٫۴٪ (7th)        | ۸٫۲٪ (7th)        | ۸٫۲٪ (11th)       |
| ۳       | ۳       | ۲۷ سپتامبر، ۲۰۱۹ | ۹٫۳٪ (5th)        | ۹٫۱٪ (5th)        | ۹٫۱٪ (7th)        |
| ۴       | ۱       | ۲۸ سپتامبر، ۲۰۱۹ | ۶٫۸٪ (15th)       | ۷٫۶٪ (12th)       | ۷٫۱٪ (18th)       |
| ۴       | ۲       | ۲۸ سپتامبر، ۲۰۱۹ | ۸٫۱٪ (9th)        | ۸٫۸٪ (5th)        | ۸٫۴٪ (12th)       |
| ۴       | ۳       | ۲۸ سپتامبر، ۲۰۱۹ | ۱۰٫۲٪ (3rd)       | ۱۱٫۱٪ (3rd)       | ۹٫۷٪ (3rd)        |
| ۵       | ۱       | ۴ اکتبر، ۲۰۱۹    | ۷٫۴٪ (10th)       | ۷٫۹٪ (10th)       | ۷٫۲٪ (14th)       |
| ۵       | ۲       | ۴ اکتبر، ۲۰۱۹    | ۸٫۹٪ (9th)        | ۹٫۱٪ (8th)        | ۸٫۲٪ (11th)       |
| ۵       | ۳       | ۴ اکتبر، ۲۰۱۹    | ۱۱٫۵٪ (4th)       | ۱۱٫۲٪ (6th)       | ۱۱٫۰٪ (4th)       |
| ۶       | ۱       | ۵ اکتبر، ۲۰۱۹    | ۷٫۲٪ (14th)       | ۷٫۷٪ (11th)       | ۷٫۲٪ (18th)       |
| ۶       | ۲       | ۵ اکتبر، ۲۰۱۹    | ۱۰٫۰٪ (4th)       | ۱۰٫۸٪ (4th)       | ۸٫۹٪ (11th)       |
| ۶       | ۳       | ۵ اکتبر، ۲۰۱۹    | ۱۱٫۳٪ (3rd)       | ۱۲٫۳٪ (3rd)       | ۱۰٫۰٪ (5th)       |
| ۷       | ۱       | ۱۱ اکتبر، ۲۰۱۹   | ۷٫۵٪ (12th)       | ۸٫۱٪ (12th)       | ۷٫۱٪ (18th)       |
| ۷       | ۲       | ۱۱ اکتبر، ۲۰۱۹   | ۹٫۵٪ (7th)        | ۱۰٫۱٪ (6th)       | ۸٫۲٪ (11th)       |
| ۷       | ۳       | ۱۱ اکتبر، ۲۰۱۹   | ۱۱٫۴٪ (4th)       | ۱۲٫۲٪ (3rd)       | ۹٫۹٪ (6th)        |
| ۸       | ۱       | ۱۲ اکتبر، ۲۰۱۹   | ۷٫۲٪ (11th)       | ۷٫۴٪ (11th)       | ۷٫۱٪ (15th)       |
| ۸       | ۲       | ۱۲ اکتبر، ۲۰۱۹   | ۸٫۸٪ (8th)        | ۹٫۰٪ (7th)        | ۸٫۸٪ (6th)        |
| ۸       | ۳       | ۱۲ اکتبر، ۲۰۱۹   | ۱۰٫۱٪ (4th)       | ۱۰٫۲٪ (3rd)       | ۹٫۱٪ (5th)        |
| ۹       | ۱       | ۱۸ اکتبر، ۲۰۱۹   | ۷٫۰٪ (13th)       | ۷٫۳٪ (11th)       | ۷٫۵٪ (17th)       |
| ۹       | ۲       | ۱۸ اکتبر، ۲۰۱۹   | ۸٫۶٪ (9th)        | ۹٫۰٪ (8th)        | ۸٫۷٪ (10th)       |
| ۹       | ۳       | ۱۸ اکتبر، ۲۰۱۹   | ۱۰٫۶٪ (4th)       | ۱۰٫۸٪ (3rd)       | ۱۰٫۰٪ (6th)       |
| ۱۰      | ۱       | ۱۹ اکتبر، ۲۰۱۹   | ۷٫۹٪ (8th)        | ۸٫۰٪ (7th)        | ۸٫۴٪ (10th)       |
| ۱۰      | ۲       | ۱۹ اکتبر، ۲۰۱۹   | ۱۰٫۲٪ (3rd)       | ۱۰٫۶٪ (3rd)       | ۹٫۷٪ (4th)        |
| ۱۱      | ۱       | ۲۵ اکتبر، ۲۰۱۹   | ۷٫۹٪ (10th)       | ۸٫۲٪ (9th)        | ۷٫۶٪ (15th)       |
| ۱۱      | ۲       | ۲۵ اکتبر، ۲۰۱۹   | ۸٫۹٪ (7th)        | ۸٫۹٪ (7th)        | ۸٫۶٪ (10th)       |
| ۱۱      | ۳       | ۲۵ اکتبر، ۲۰۱۹   | ۱۰٫۲٪ (4th)       | ۱۰٫۰٪ (4th)       | ۹٫۷٪ (7th)        |
| ۱۲      | ۱       | ۲۶ اکتبر، ۲۰۱۹   | ۹٫۰٪ (6th)        | ۹٫۵٪ (5th)        | —                 |
| ۱۲      | ۲       | ۲۶ اکتبر، ۲۰۱۹   | ۱۱٫۶٪ (3rd)       | ۱۱٫۹٪ (3rd)       | —                 |
| ۱۳      | ۱       | ۲ نوامبر، ۲۰۱۹   | ۱۰٫۴٪ (4th)       | ۱۰٫۳٪ (4th)       | ۸٫۸٪ (8th)        |
| ۱۳      | ۲       | ۲ نوامبر، ۲۰۱۹   | ۱۲٫۸٪ (3rd)       | ۱۲٫۶٪ (3rd)       | ۱۱٫۰٪ (3rd)       |
| ۱۴      | ۱       | ۹ نوامبر، ۲۰۱۹   | ۸٫۵٪ (5th)        | ۸٫۹٪ (5th)        | ۸٫۸٪ (8th)        |
| ۱۴      | ۲       | ۹ نوامبر، ۲۰۱۹   | ۱۰٫۲٪ (4th)       | ۱۰٫۶٪ (4th)       | ۹٫۳٪ (6th)        |
| ۱۴      | ۳       | ۹ نوامبر، ۲۰۱۹   | ۱۱٫۲٪ (3rd)       | ۱۱٫۳٪ (3rd)       | ۱۰٫۴٪ (3rd)       |
| ۱۵      | ۱       | ۲۲ نوامبر، ۲۰۱۹  | ۸٫۷٪ (10th)       | ۹٫۰٪ (8th)        | ۷٫۳٪ (16th)       |
| ۱۵      | ۲       | ۲۲ نوامبر، ۲۰۱۹  | ۱۰٫۱٪ (5th)       | ۱۰٫۴٪ (3rd)       | ۸٫۲٪ (11th)       |
| ۱۵      | ۳       | ۲۲ نوامبر، ۲۰۱۹  | ۱۱٫۸٪ (2nd)       | ۱۲٫۱٪ (2nd)       | ۹٫۶٪ (6th)        |
| ۱۶      | ۱       | ۲۳ نوامبر، ۲۰۱۹  | ۹٫۳٪ (5th)        | ۹٫۴٪ (5th)        | ۸٫۶٪ (10th)       |
| ۱۶      | ۲       | ۲۳ نوامبر، ۲۰۱۹  | ۱۱٫۷٪ (4th)       | ۱۱٫۹٪ (4th)       | ۱۰٫۳٪ (4th)       |
| ۱۶      | ۳       | ۲۳ نوامبر، ۲۰۱۹  | ۱۳٫۰٪ (3rd)       | ۱۳٫۱٪ (3rd)       | ۱۲٫۱٪ (3rd)       |
| میانگین | میانگین | میانگین          | ۹٫۳٪              | ۹٫۷٪              | —                 |

## جوایز و نامزدی‌ها
| سال  | مراسم                            | عنوان جایزه                                    | گیرنده                                               | نتیجه    | منبع                        |
| ---- | -------------------------------- | ---------------------------------------------- | ---------------------------------------------------- | -------- | --------------------------- |
| ۲۰۱۹ | جشنواره اهدای جوایز دراما اس‌بی‌اس | جایزه دسانگ                                    | لی سونگ گی                                           | نامزدشده | [ ۳۷ ] [ ۳۸ ] [ ۳۹ ] [ ۴۰ ] |
| ۲۰۱۹ | جشنواره اهدای جوایز دراما اس‌بی‌اس | جایزه دسانگ                                    | به سوزی                                              | نامزدشده | [ ۳۷ ] [ ۳۸ ] [ ۳۹ ] [ ۴۰ ] |
| ۲۰۱۹ | جشنواره اهدای جوایز دراما اس‌بی‌اس | جایزه تهیه کننده                               | لی سونگ گی                                           | نامزدشده | [ ۳۷ ] [ ۳۸ ] [ ۳۹ ] [ ۴۰ ] |
| ۲۰۱۹ | جشنواره اهدای جوایز دراما اس‌بی‌اس | جایزه تهیه کننده                               | به سوزی                                              | نامزدشده | [ ۳۷ ] [ ۳۸ ] [ ۳۹ ] [ ۴۰ ] |
| ۲۰۱۹ | جشنواره اهدای جوایز دراما اس‌بی‌اس | جایزه برترین بازیگر نقش اول مرد در سریال کوتاه | لی سونگ گی                                           | برنده    | [ ۳۷ ] [ ۳۸ ] [ ۳۹ ] [ ۴۰ ] |
| ۲۰۱۹ | جشنواره اهدای جوایز دراما اس‌بی‌اس | جایزه برترین بازیگر نقش اول زن در سریال کوتاه  | به سوزی                                              | برنده    | [ ۳۷ ] [ ۳۸ ] [ ۳۹ ] [ ۴۰ ] |
| ۲۰۱۹ | جشنواره اهدای جوایز دراما اس‌بی‌اس | جایزه بهترین زوج                               | لی سونگ گی و به سوزی                                 | برنده    | [ ۳۷ ] [ ۳۸ ] [ ۳۹ ] [ ۴۰ ] |
| ۲۰۱۹ | جشنواره اهدای جوایز دراما اس‌بی‌اس | جایزه محتوای هالیو                             | بی‌خانمان                                             | برنده    | [ ۳۷ ] [ ۳۸ ] [ ۳۹ ] [ ۴۰ ] |
| ۲۰۱۹ | جشنواره اهدای جوایز دراما اس‌بی‌اس | جایزه برتر بازیگر نقش مرد در سریال کوتاه       | شین سونگ روک                                         | نامزدشده | [ ۳۷ ] [ ۳۸ ] [ ۳۹ ] [ ۴۰ ] |
| ۲۰۱۹ | جشنواره اهدای جوایز دراما اس‌بی‌اس | جایزه بهترین کاراکتر زن                        | هوانگ بو را                                          | نامزدشده | [ ۳۷ ] [ ۳۸ ] [ ۳۹ ] [ ۴۰ ] |
| ۲۰۱۹ | جشنواره اهدای جوایز دراما اس‌بی‌اس | جایزه بهترین تیم حامی                          | پارک آه این، چوی ده چول، کیم جونگ هیون و مون جونگ هی | نامزدشده | [ ۳۷ ] [ ۳۸ ] [ ۳۹ ] [ ۴۰ ] |
| ۲۰۱۹ | جشنواره اهدای جوایز دراما اس‌بی‌اس | جایزه بهترین بازیگر نقش مکمل مرد               | بک یون شیک                                           | نامزدشده | [ ۳۷ ] [ ۳۸ ] [ ۳۹ ] [ ۴۰ ] |
| ۲۰۱۹ | جشنواره اهدای جوایز دراما اس‌بی‌اس | جایزه بهترین بازیگر نقش مکمل مرد               | لی گیونگ یونگ                                        | نامزدشده | [ ۳۷ ] [ ۳۸ ] [ ۳۹ ] [ ۴۰ ] |
| ۲۰۱۹ | جشنواره اهدای جوایز دراما اس‌بی‌اس | جایزه بهترین بازیگر نقش مکمل زن                | مون جونگ هی                                          | برنده    | [ ۳۷ ] [ ۳۸ ] [ ۳۹ ] [ ۴۰ ] |
| ۲۰۱۹ | جشنواره اهدای جوایز دراما اس‌بی‌اس | جایزه بازیگر کودک                              | مون ووجین                                            | نامزدشده | [ ۳۷ ] [ ۳۸ ] [ ۳۹ ] [ ۴۰ ] |
| ۲۰۱۹ | جشنواره اهدای جوایز دراما اس‌بی‌اس | جایزه بهترین بازیگر زن تازه‌کار                 | پارک آه این                                          | نامزدشده | [ ۳۷ ] [ ۳۸ ] [ ۳۹ ] [ ۴۰ ] |

## پخش بین‌المللی
این سریال در سراسر جهان در نتفلیکس پخش شد.